# 리프팅 후크

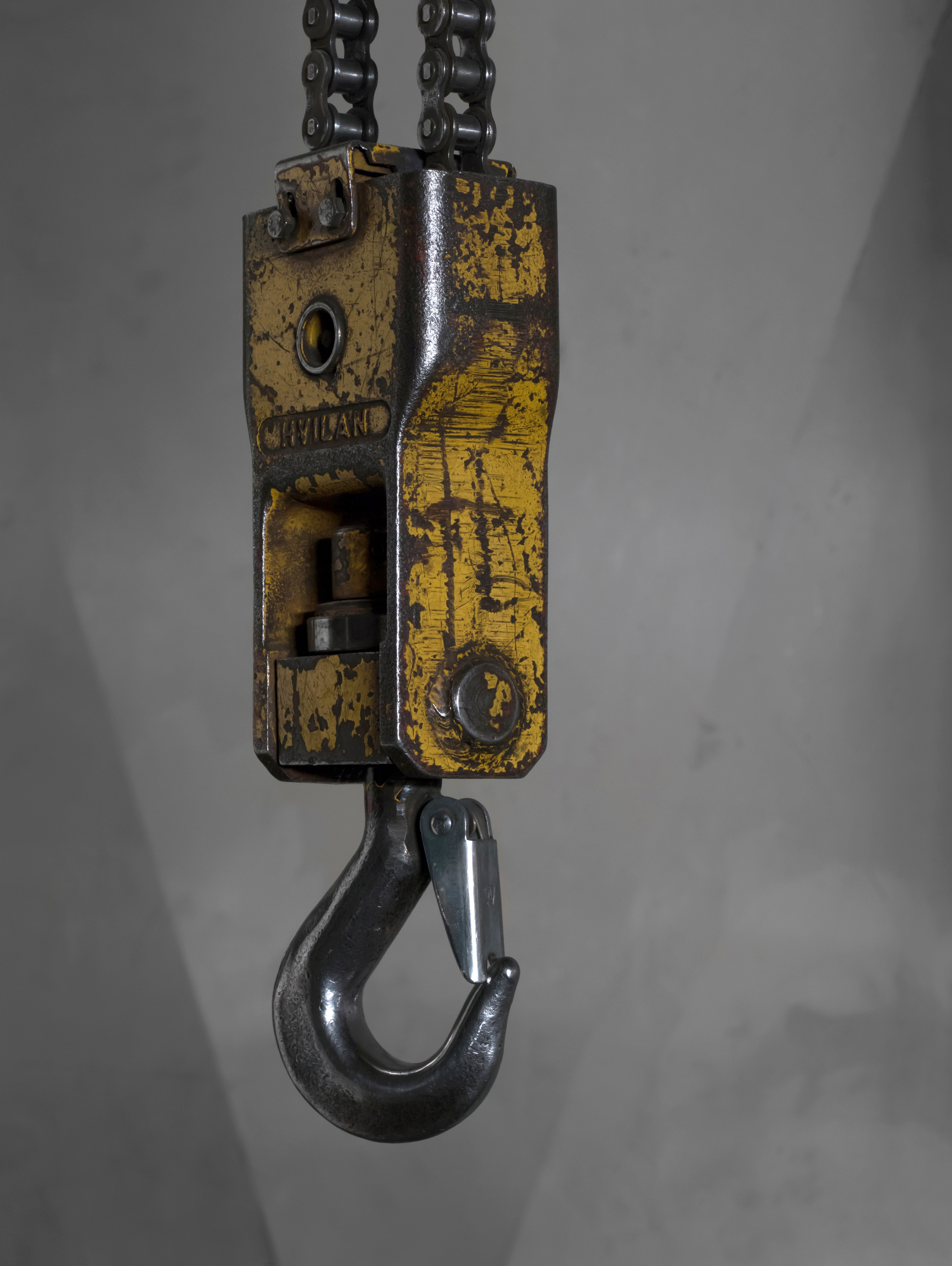
안전 걸쇠가 있는 리프팅 훅

리프팅 후크(Lifting hook) 또는 승강고리는 호이스트 또는 크레인과 같은 장치를 사용하여 하중을 잡고 들어 올리는 장치이다. 리프팅 후크에는 일반적으로 하중이 부착된 리프팅 와이어 로프 슬링, 체인 또는 로프가 풀리는 것을 방지하기 위한 안전 걸쇠가 장착되어 있다.
후크에는 끌어올리는 힘을 배가하기 위해 블록과 태클로 하나 이상의 내장형 도르래 다발이 있을 수 있다.

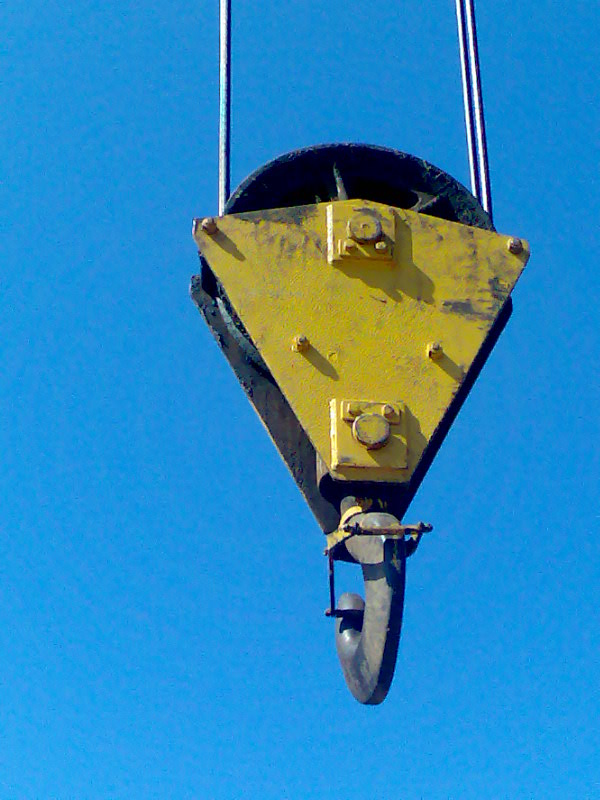
크레인의 기둥에 와이어 로프로 매달린 도르래에 부착된 리프팅 후크